# Großer Preis von Monaco 1964
Der Große Preis von Monaco 1964 (offiziell XXII Grand Prix de Monaco) fand am 10. Mai auf dem Circuit de Monaco in Monte Carlo statt und war das erste Rennen der Automobil-Weltmeisterschaft 1964.

## Berichte

### Hintergrund

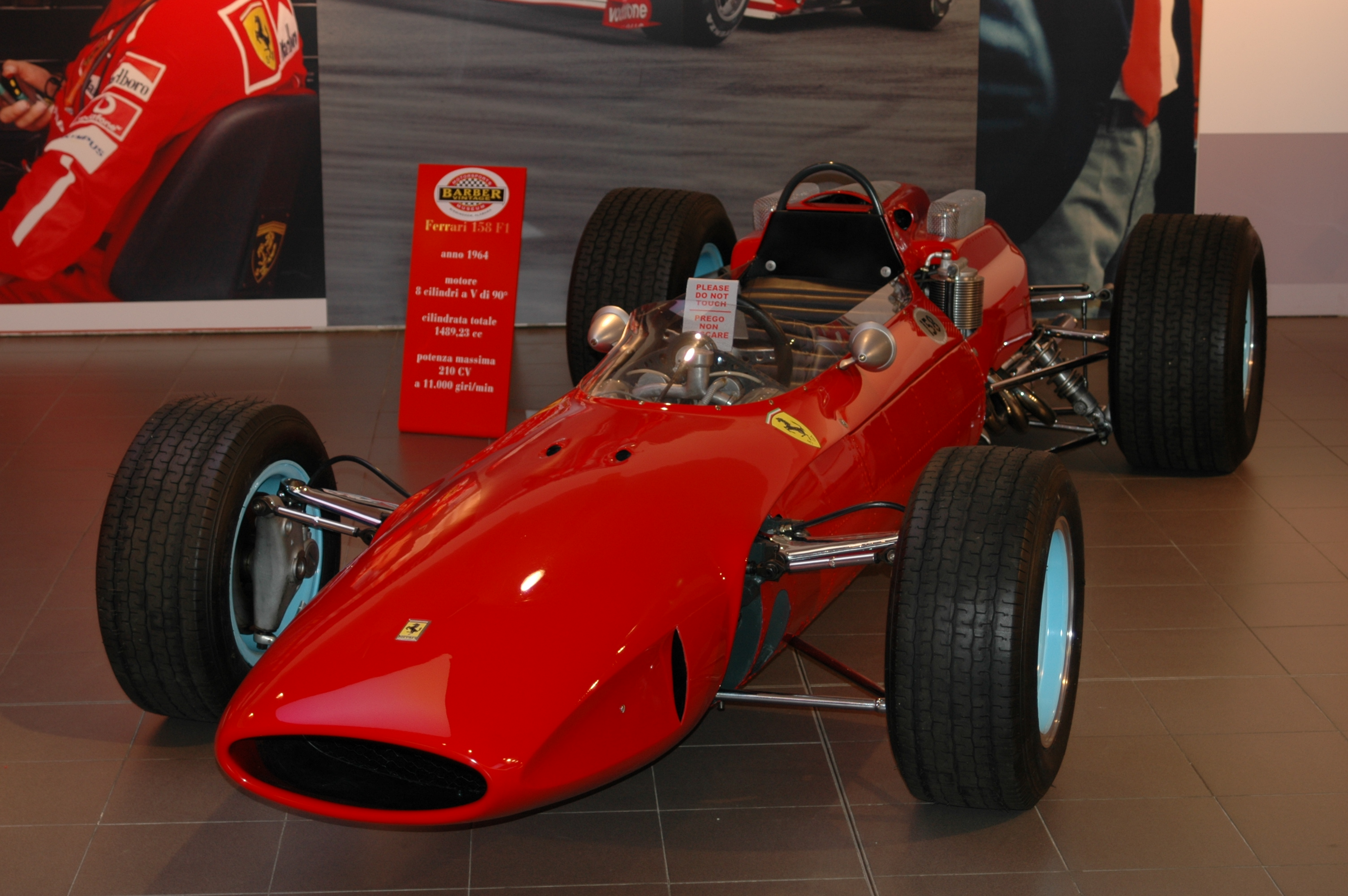
Debütrennen des Ferrari 158

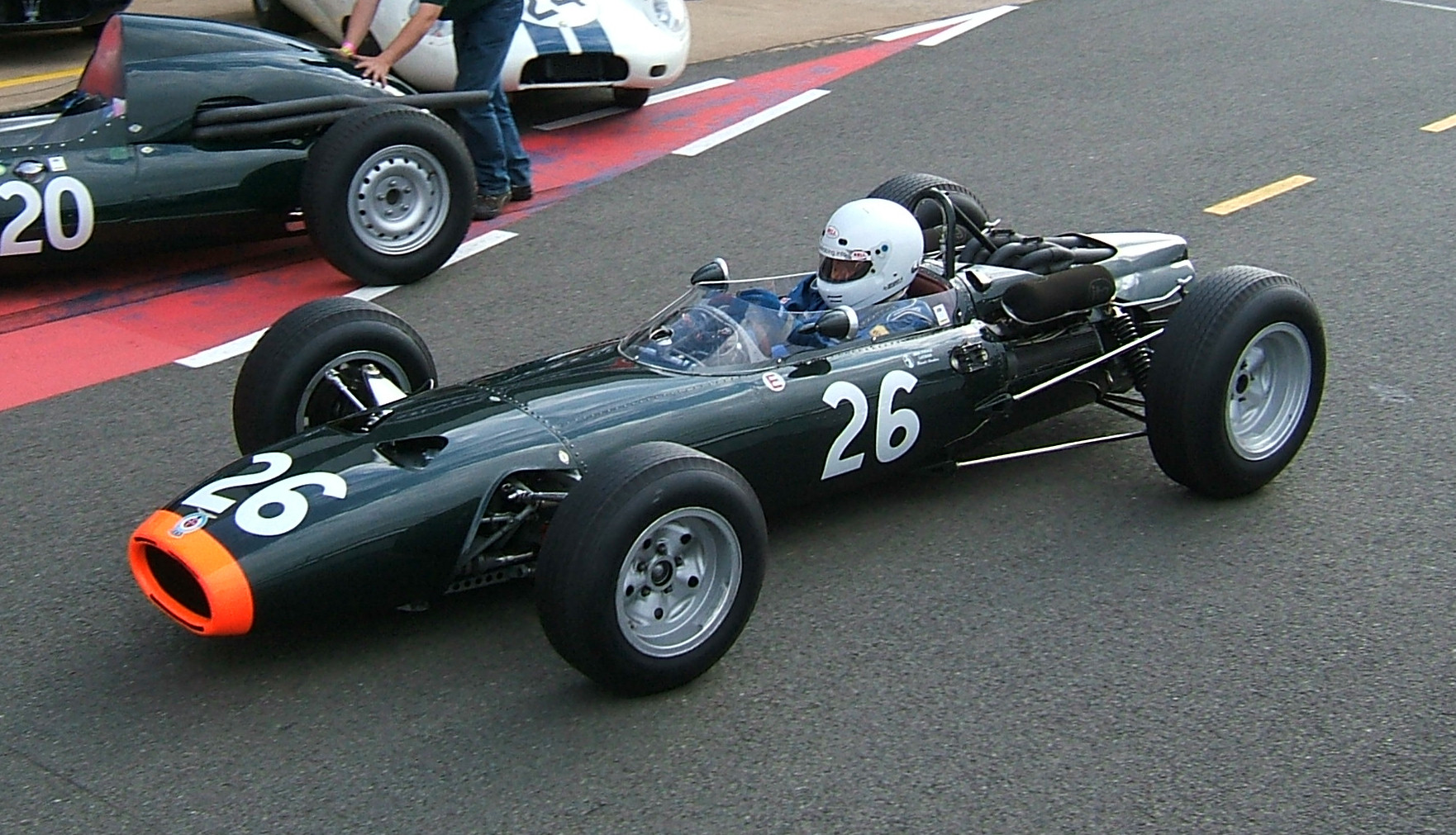
Debütrennen des BRM P261

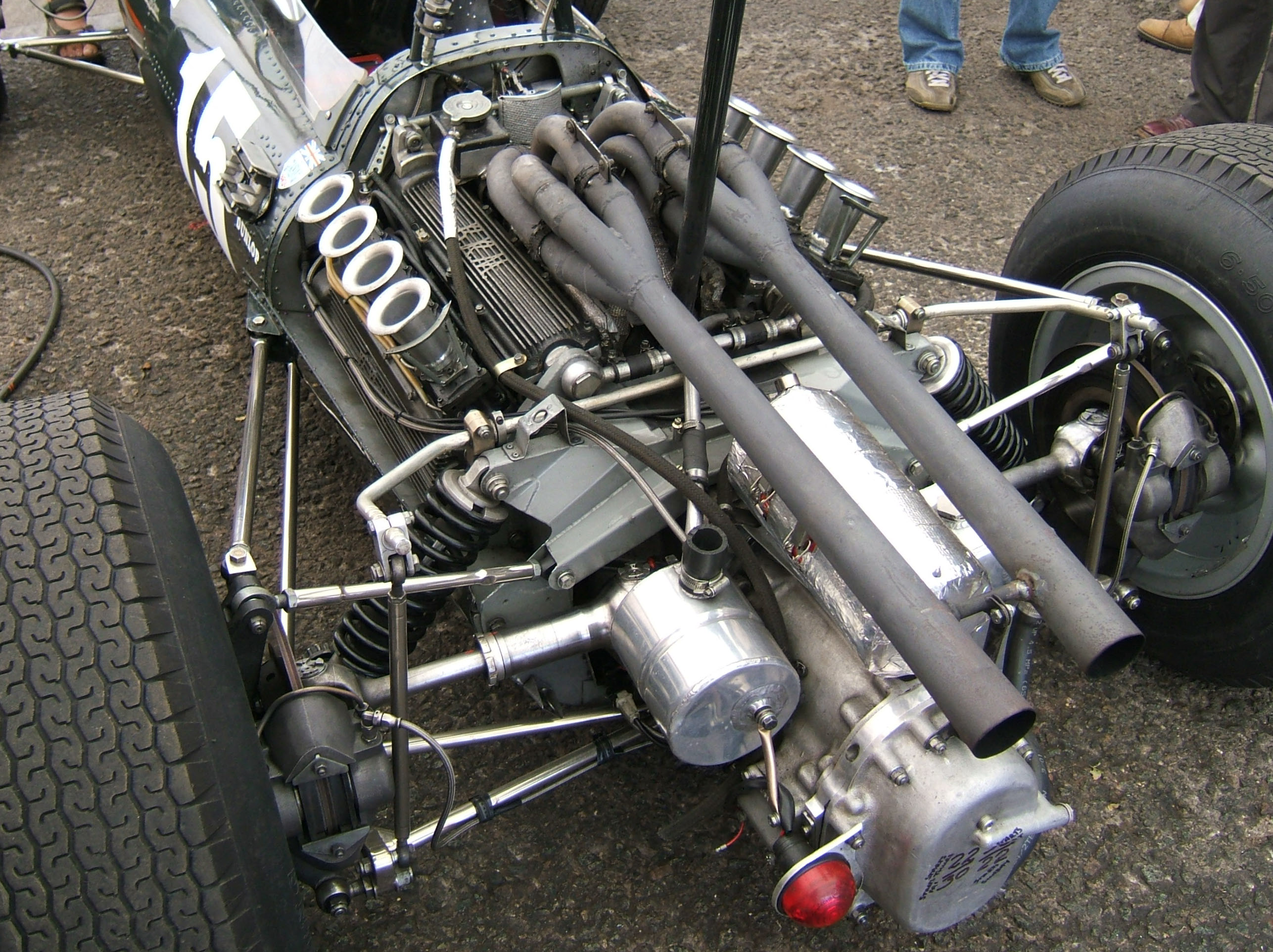
Motor und Auspuffendrohre des BRM P261

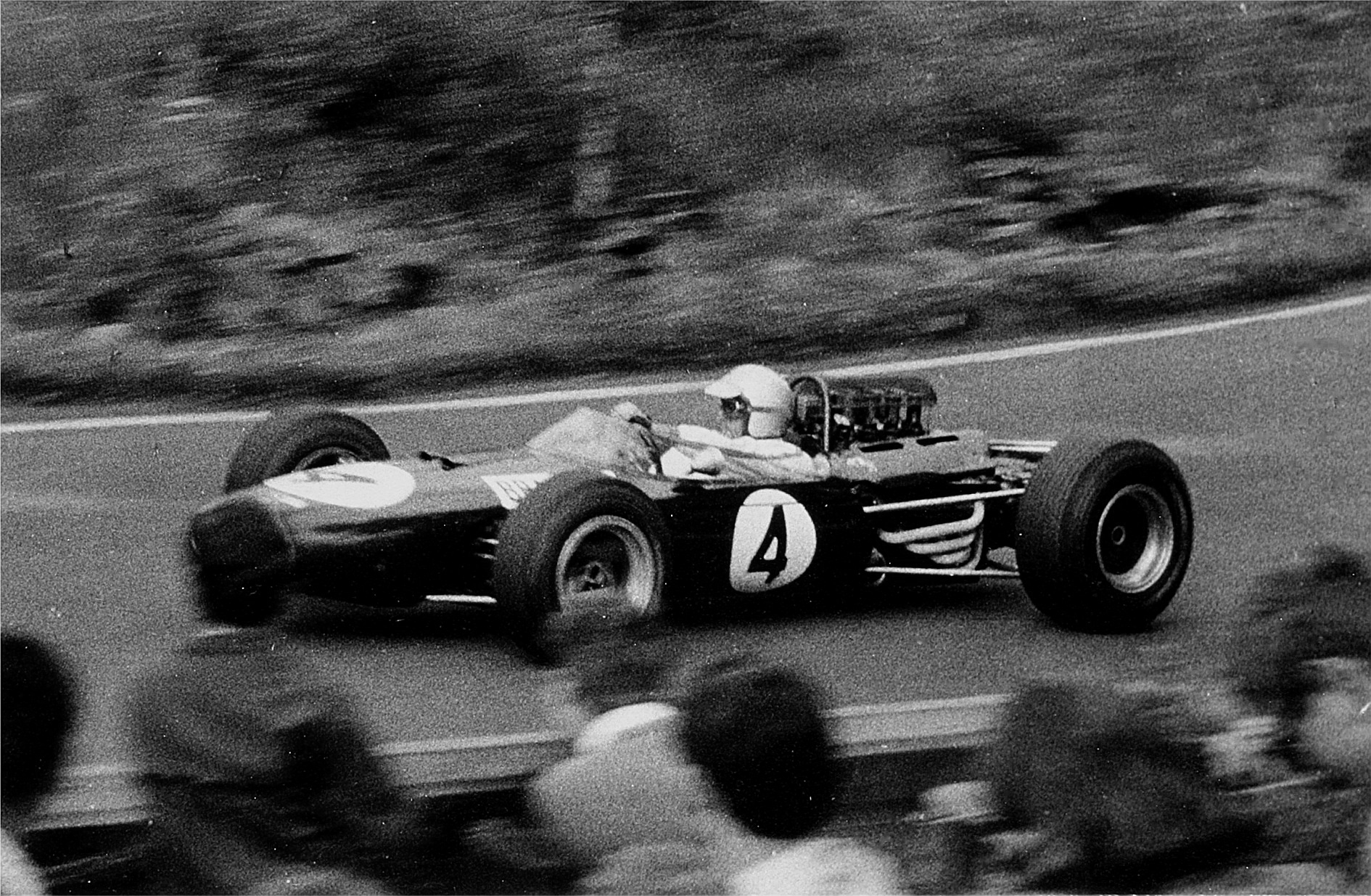
Debüt des Brabham BT11 (Jack Brabham beim Großen Preis von Deutschland 1965)

Zum zweiten Mal in Folge war der Große Preis von Monaco der Saisonauftakt; dies war erst in der Automobil-Weltmeisterschaft 1966 erneut der Fall. Bis auf Lotus meldeten alle Werksteams neue Wagen, die Weiterentwicklungen der Vorgängermodelle waren, ohne dass sich optisch viel änderte. Ferrari behielt die Fahrerpaarung John Surtees und Lorenzo Bandini bei und ließ Surtees mit dem neuen Ferrari 158 fahren. Mit diesem Fahrzeug wechselte Ferrari zu den V8-Aggregaten, wie sie auch die Konkurrenz einsetzte. Der Wechsel blieb aber nicht dauerhaft. Später in der Saison brachte Ferrari einen neuen Wagen mit V12-Motor. Ferrari blieb bei der Konstruktion des 158 weiterhin bei einem Gitterrohrrahmen, während B.R.M. mit dem neuen BRM P261 das erste Mal ein vollständiges Monocoque verwendete. Diese Konstruktionsweise war zuvor nur beim Lotus 25 zu finden, mit dem Lotus die Automobil-Weltmeisterschaft 1963 dominierte. Das Erscheinungsbild des P261 wurde im Vergleich zum Vorgänger BRM P61 nur leicht modifiziert. Ein auffälliges Erkennungsmerkmal waren die beiden großen Auspuffendrohre über dem Motor. B.R.M. fuhr wie im Vorjahr mit den beiden Fahrern Richie Ginther und Graham Hill. Bei Lotus debütierte Peter Arundell und fuhr als neuer Teamkollege des amtierenden Weltmeisters Jim Clark. Arundell war vorher bereits für den Großen Preis von Frankreich 1963 qualifiziert, nahm aber nicht an diesem Rennen teil. Auch Cooper hatte eine neue Fahrerpaarung und einen neuen Wagen, den Cooper T73, der eine Weiterentwicklung des Cooper T66 war und wie der Ferrari 158 einen Gitterrohrrahmen statt Monocoque hatte. Neben Bruce McLaren fuhr der Weltmeister 1961, Phil Hill, für das Team, nachdem sich A.T.S. aus der Automobil-Weltmeisterschaft zurückgezogen hatte. Neuer Teamchef wurde Ken Tyrrell, da sich John Cooper 1963 bei einem Autounfall verletzt hatte. Brabham behielt ebenfalls seine Fahrerpaarung bei, neben Teamchef Jack Brabham fuhr Dan Gurney. Beide fuhren weiterhin den Brabham BT7, während ein neues Kundenfahrzeug entwickelt wurde, der Brabham BT11. Dessen Lackierung war grün mit einem gelben, mittig verlaufenden Streifen. Gekauft wurde er von DW Racing Enterprises, die ihn für Bob Anderson meldeten.
Weitere Teams waren mit privaten oder Kundenfahrzeugen gemeldet. Maurice Trintignant begann die letzte Saison seiner langen Karriere in der Automobil-Weltmeisterschaft mit einem privaten BRM P57. Bernard Collomb war das letzte Mal für einen Grand Prix gemeldet, Peter Revson hingegen debütierte. Beide fuhren einen Lotus 24. British Racing Partnership fuhr mit Innes Ireland und Trevor Taylor, der anfangs bei Lotus fuhr. Reg Parnell Racing startete mit Chris Amon und Mike Hailwood in die neue Saison. Der Rennstall wurde nach dem Tod von Reg Parnell von seinem Sohn Tim Parnell übernommen.
Mit Trintignant, Brabham, McLaren und Graham Hill nahmen vier ehemalige Sieger am Grand Prix teil, bei den Konstrukteuren waren Cooper bereits dreimal, Ferrari und Lotus jeweils zweimal und B.R.M. einmal erfolgreich. Vor der Saison fanden fünf nicht zur Automobil-Weltmeisterschaft zählende Rennen statt, davon vier in Großbritannien. Ireland gewann auf B.R.P. die Daily Mirror Trophy, Clark auf Lotus die zum ersten Mal stattfindende News of the World Trophy. Das Aintree 200 und die BRDC International Trophy gewann Brabham. Außerdem fand in Italien der Gran Premio di Siracusa statt, den Surtees auf Ferrari gewann.

### Training
Die erste 90-minütige Trainingssitzung fand am Donnerstag statt, Surtees fuhr die schnellste Zeit vor Brabham und Graham Hill. Clark und Gurney waren nicht anwesend, da sie sich auf der Rückreise vom Indianapolis 500 1964 befanden. Die Strecke war an diesem ersten Tag sehr staubig, sodass viele Fahrer in den weiteren Trainingssitzungen bei besser werdenden Bedingungen ihre Zeiten verbesserten. Ireland hatte einen schweren Unfall, nachdem er zu schnell war und ein Rad beim Bremsen blockierte. Sein Wagen berührte die Streckenbegrenzung, hob ab, und wurde durch den anschließenden Aufprall schwer beschädigt. Ireland überstand den Unfall mit leichten Verletzungen. Da er jedoch eine Woche zuvor bei einem Rennen auf dem Silverstone Circuit verunglückt und zusätzlich auf der Anreise nach Monaco in einen Autounfall verwickelt war, bei dem er sich das Knie verletzte, verzichtete er auf eine Rennteilnahme.
Am Freitag fuhr Clark zu Beginn die schnellste Zeit, auf Rang zwei lag Gurney vor Brabham. Hailwood verunfallte und beschädigte die Front seines Lotus, blieb jedoch unverletzt. Am Ende des Trainings fuhr Brabham die gleiche Zeit wie Clark, der aber seine Rundenzeit ein weiteres Mal verbesserte und den bestehenden Rundenrekord unterbot. McLaren und Gurney mussten das Training wegen Defekten vorzeitig beenden.
Am Samstag fand eine weitere Trainingssitzung statt, die eine Stunde andauerte. Die Fahrer in den ersten Startreihen verbesserten ihre Rundenzeiten nicht mehr, Positionsverschiebungen gab es vorwiegend im hinteren Feld. Arundell nahm an diesem Tag nicht am Training teil, da die Mechaniker umfangreiche Veränderungen an seinem Wagen durchführten.
Saisonübergreifend zum dritten Mal in Folge erreichte Clark die Pole-Position. Der Abstand zur Konkurrenz wurde aber in der neuen Saison geringer. Nur eine Zehntelsekunde war Clark schneller als der Zweitplatzierte Brabham. Auf Platz drei qualifizierte sich Graham Hill vor Surtees, beide Fahrer hatten eine zeitgleiche Bestzeit gefahren. Die Teamkollegen der vier besten Fahrer im Training qualifizierten sich für die folgenden Plätze. Gurney startete von Rang fünf vor Arundell, Bandini und Ginther. Der neue Cooper war der langsamste Wagen der Werksteams, Phil Hill und McLaren belegten die Startplätze neun und zehn.
Die Fahrer mit Kundenfahrzeugen qualifizierten sich im hinteren Feld, Joakim Bonnier wurde Elfter vor Anderson, Trintignant, Taylor, Hailwood und Joseph Siffert. Das Fahrerfeld war erneut aus Sicherheitsgründen auf 16 Fahrzeuge begrenzt; bei Amon, Revson und Collomb reichten die gefahrenen Zeiten nicht für eine Qualifikation.

### Rennen
Clark gewann den Start und übernahm für die ersten Runden des Rennens die Führung. Brabham war Zweiter vor Graham Hill, Gurney, Surtees und Ginther. Dahinter bildete sich ein größerer Abstand zu McLaren, der mit weiteren Fahrern um Platz sieben kämpfte. Clark setzte sich in den ersten zehn Runden von der Konkurrenz ab und führte mit mehreren Sekunden Vorsprung. Während Ginther aus der Verfolgergruppe zurückfiel, überholte Gurney sowohl Graham Hill als auch Brabham. Daraufhin holte er auch auf Clark auf und verringerte den Abstand auf weniger als zwei Sekunden.
In Runde acht schied Taylor wegen Kraftstoffverlust aus, nachdem er bereits am Start durch ein Leck im Tank Benzin verloren hatte. In Runde 15 schied Surtees mit defektem Getriebe aus, zwei Runden später stellte auch McLaren seinen Wagen ab. Siffert war an der Box, um sein Fahrzeug reparieren zu lassen; er setzte das Rennen anschließend fort. Phil Hill verbesserte sich durch Überholmanöver und Ausfälle der Konkurrenz um mehrere Positionen auf Rang sechs vor Arundell, der verschiedene technische Schwierigkeiten mit seinem Wagen hatte.
Nach 20 Runden hatte Clark seine Führung wieder auf sechs Sekunden ausgebaut. Dieser Abstand zu Gurney blieb über längere Zeit gleich. Graham Hill lag knapp hinter Gurney, Brabham fiel etwas zurück, da er Probleme mit der Kraftstoffzufuhr hatte. Neun Runden später beendete Brabham das Rennen, um einen eventuellen Motorschaden zu verhindern. In Runde 23 brach der Überrollbügel an Clarks Lotus, doch Clark passte sich an die veränderte Aerodynamik seines Fahrzeuges an und fuhr sogar schneller als bis dahin. Sein Vorsprung auf Gurney wuchs in den folgenden Runden wieder an. Doch die Rennleitung sah in dem herunterhängenden Überrollbügel eine Gefahr für andere Fahrer und überlegte ihn aus dem Rennen zu nehmen. Colin Chapman kam dieser Entscheidung zuvor und ließ Clark an die Box kommen. Der beschädigte Überrollbügel wurde daraufhin entfernt und ersetzt. Durch den Boxenstopp übernahm Gurney die Führung vor Graham Hill, Clark setzte das Rennen mit einer halben Minute Rückstand auf Rang drei fort.
In der folgenden Phase des Rennens schloss Graham Hill auf den Führenden Gurney auf, während Clark ebenfalls herankam. Bei dieser Aufholaktion fuhr er die bis dahin schnellste Rennrunde, die zugleich ein neuer Rundenrekord war. Unterdessen holte Bandini auf Phil Hill auf. In Runde 53 überholte Graham Hill Gurney und übernahm die Führung. Er verbesserte dabei den Rundenrekord, den Clark kurze Zeit zuvor aufgestellt hatte. Nachdem Gurney in Runde 62 mit Getriebeschaden ausgeschieden war, übernahm Clark Platz zwei. Aber auch er hatte einen Motorschaden, wodurch sein Rückstand auf Graham Hill auf mehr als zehn Sekunden anwuchs. Auf Rang fünf gab es einen Zweikampf zwischen Phil Hill und Bandini, den Bandini für sich entschied. Allerdings schieden beide Fahrer wenige Runden später aus und wurden noch auf den Plätzen neun und zehn gewertet.
In den letzten Rennrunden hatten sowohl Clark als auch sein Teamkollege Arundell kein Öl mehr im Wagen. Da ein Nachfüllen laut Reglement verboten war, mussten beide das Rennen so lange es möglich war fortsetzen. Arundell erreichte das Ziel auf Rang drei, Clark schied aus und auch Anderson musste mangels Öl kurz vor Rennende aufgeben. Insgesamt fuhren nur fünf Fahrzeuge über die Ziellinie in einem Rennen, das durch die Zuverlässigkeit der beiden B.R.M. entschieden wurde. Graham Hill gewann vor Ginther und hatte das gesamte Feld überrundet. Auf Rang drei hatte er sogar drei Runden Vorsprung. B.R.M. erreichte wie im Vorjahr einen Doppelsieg. Für Arundell war es die erste von insgesamt zwei Podestplatzierungen in der Automobil-Weltmeisterschaft. Clark wurde noch als Vierter gewertet. Bonnier wurde Fünfter, Hailwood Sechster; er erzielte seinen ersten Punkt.
In der Fahrerwertung führte Graham Hill nach dem Rennen vor Ginther und Arundell. In der Konstrukteurswertung lag B.R.M. auf Rang eins mit fünf Punkten Vorsprung vor Lotus und sieben Zählern Vorsprung auf Cooper. Nach dem Rennen beschrieb Graham Hill den Grand Prix als extrem hart und erklärte, dass auch er Probleme mit dem Öldruck hatte, das Rennen aber beendete, weil er am Ende durch den Ausfall von Clark langsamer fahren konnte.

## Meldeliste
| Team                        | Nr. | Fahrer              | Chassis          | Motor          | Reifen |
| --------------------------- | --- | ------------------- | ---------------- | -------------- | ------ |
| Revson Racing               | 02  | Peter Revson        | Lotus 24         | BRM 1.5 V8     | D      |
| Bernard Collomb             | 03  | Bernard Collomb     | Lotus 24         | BRM 1.5 V8     | D      |
| Maurice Trintignant         | 04  | Maurice Trintignant | BRM P57          | BRM 1.5 V8     | D      |
| Brabham Racing Organisation | 05  | Jack Brabham        | Brabham BT7      | Climax 1.5 V8  | D      |
| Brabham Racing Organisation | 06  | Dan Gurney          | Brabham BT7      | Climax 1.5 V8  | D      |
| Owen Racing Organisation    | 07  | Richie Ginther      | BRM P261         | BRM 1.5 V8     | D      |
| Owen Racing Organisation    | 08  | Graham Hill         | BRM P261         | BRM 1.5 V8     | D      |
| Cooper Car Company          | 09  | Phil Hill           | Cooper T73       | Climax 1.5 V8  | D      |
| Cooper Car Company          | 10  | Bruce McLaren       | Cooper T73       | Climax 1.5 V8  | D      |
| Cooper Car Company          | 10  | Bruce McLaren       | Cooper T66       | Climax 1.5 V8  | D      |
| Team Lotus                  | 11  | Peter Arundell      | Lotus 25         | Climax 1.5 V8  | D      |
| Team Lotus                  | 12  | Jim Clark           | Lotus 25         | Climax 1.5 V8  | D      |
| British Racing Partnership  | 14  | Innes Ireland       | Lotus 24         | BRM 1.5 V8     | D      |
| British Racing Partnership  | 15  | Trevor Taylor       | BRP Mk1          | BRM 1.5 V8     | D      |
| DW Racing Enterprises       | 14  | Bob Anderson        | Brabham BT11     | Climax 1.5 V8  | D      |
| Reg Parnell Racing          | 17  | Chris Amon          | Lotus 25         | BRM 1.5 V8     | D      |
| Reg Parnell Racing          | 18  | Mike Hailwood       | Lotus 25         | BRM 1.5 V8     | D      |
| Rob Walker Racing Team      | 19  | Joakim Bonnier      | Cooper T66       | Climax 1.5 V8  | D      |
| Scuderia Ferrari SpA SEFAC  | 20  | Lorenzo Bandini     | Ferrari 156 Aero | Ferrari 1.5 V6 | D      |
| Scuderia Ferrari SpA SEFAC  | 21  | John Surtees        | Ferrari 158      | Ferrari 1.5 V8 | D      |
| Scuderia Ferrari SpA SEFAC  | 21  | John Surtees        | Ferrari 156      | Ferrari 1.5 V6 | D      |
| Siffert Racing Team         | 24  | Joseph Siffert      | Lotus 24         | BRM 1.5 V8     | D      |

Anmerkungen
1. 1 2  McLaren fuhr den Cooper T66 mit der Nummer 10 in den Trainingssitzungen und im Rennen.
2. 1 2  Surtees fuhr den Ferrari 158 mit der Nummer 21 in den Trainingssitzungen und im Rennen.

## Klassifikationen

### Startaufstellung
| Pos. | Fahrer              | Konstrukteur   | Zeit       | Ø-Geschwindigkeit | Start |
| ---- | ------------------- | -------------- | ---------- | ----------------- | ----- |
| 01   | Jim Clark           | Lotus-Climax   | 1:34,0     | 120,45 km/h       | 01    |
| 02   | Jack Brabham        | Brabham-Climax | 1:34,1     | 120,32 km/h       | 02    |
| 03   | Graham Hill         | B.R.M.         | 1:34,5     | 119,81 km/h       | 03    |
| 04   | John Surtees        | Ferrari        | 1:34,5     | 119,81 km/h       | 04    |
| 05   | Dan Gurney          | Brabham-Climax | 1:34,7     | 119,56 km/h       | 05    |
| 06   | Peter Arundell      | Lotus-Climax   | 1:35,5     | 118,55 km/h       | 06    |
| 07   | Lorenzo Bandini     | Ferrari        | 1:35,5     | 118,55 km/h       | 07    |
| 08   | Richie Ginther      | B.R.M.         | 1:35,9     | 118,06 km/h       | 08    |
| 09   | Phil Hill           | Cooper-Climax  | 1:35,9     | 118,06 km/h       | 09    |
| 10   | Bruce McLaren       | Cooper-Climax  | 1:36,6     | 117,20 km/h       | 10    |
| 11   | Joakim Bonnier      | Cooper-Climax  | 1:37,4     | 116,24 km/h       | 11    |
| 12   | Bob Anderson        | Brabham-Climax | 1:38,0     | 115,53 km/h       | 12    |
| 13   | Maurice Trintignant | B.R.M.         | 1:38,1     | 115,41 km/h       | 13    |
| 14   | Trevor Taylor       | BRP-B.R.M.     | 1:38,1     | 115,41 km/h       | 14    |
| 15   | Mike Hailwood       | Lotus-B.R.M.   | 1:38,5     | 114,94 km/h       | 15    |
| 16   | Joseph Siffert      | Lotus-B.R.M.   | 1:38,7     | 114,71 km/h       | 16    |
| 17   | Innes Ireland       | BRP-B.R.M.     | keine Zeit | –                 | –     |
| DNQ  | Chris Amon          | Lotus-B.R.M.   | 1:39,1     | 114,25 km/h       | –     |
| DNQ  | Peter Revson        | Lotus-B.R.M.   | 1:39,9     | 113,33 km/h       | –     |
| DNQ  | Bernard Collomb     | Lotus-B.R.M.   | 1:41,4     | 111,66 km/h       | –     |

### Rennen
| Pos. | Fahrer              | Konstrukteur   | Runden | Stopps | Zeit        | Start | Schnellste Runde |
| ---- | ------------------- | -------------- | ------ | ------ | ----------- | ----- | ---------------- |
| 01   | Graham Hill         | B.R.M.         | 100    | 0      | 2:41:19,5   | 03    | 1:33,9           |
| 02   | Richie Ginther      | B.R.M.         | 99     | 0      | + 1 Runde   | 08    | 1:35,5           |
| 03   | Peter Arundell      | Lotus-Climax   | 97     | 0      | + 3 Runden  | 06    | 1:36,8           |
| 04   | Jim Clark           | Lotus-Climax   | 96     | 2      | + 4 Runden  | 01    | 1:34,0           |
| 05   | Joakim Bonnier      | Cooper-Climax  | 96     | 0      | + 4 Runden  | 11    | 1:37,8           |
| 06   | Mike Hailwood       | Lotus-B.R.M.   | 96     | 0      | + 4 Runden  | 15    | 1:36,9           |
| 07   | Bob Anderson        | Brabham-Climax | 86     | 0      | + 14 Runden | 12    | 1:38,9           |
| 08   | Joseph Siffert      | Lotus-B.R.M.   | 78     | 0      | + 22 Runden | 16    | 1:41,8           |
| 09   | Phil Hill           | Cooper-Climax  | 70     | 0      | + 30 Runden | 09    | 1:35,7           |
| 10   | Lorenzo Bandini     | Ferrari        | 68     | 0      | + 32 Runden | 07    | 1:35,7           |
| –    | Dan Gurney          | Brabham-Climax | 62     | 0      | DNF         | 05    | 1:34,5           |
| –    | Maurice Trintignant | B.R.M.         | 53     | 0      | DNF         | 13    | 1:40,3           |
| –    | Jack Brabham        | Brabham-Climax | 29     | 0      | DNF         | 02    | 1:37,7           |
| –    | Bruce McLaren       | Cooper-Climax  | 17     | 0      | DNF         | 10    | 1:39,8           |
| –    | John Surtees        | Ferrari        | 15     | 0      | DNF         | 04    | 1:37,5           |
| –    | Trevor Taylor       | BRP-B.R.M.     | 8      | 0      | DNF         | 14    | 1:41,2           |
| DNS  | Innes Ireland       | BRP-B.R.M.     | –      | –      | –           | –     | –                |

## WM-Stände nach dem Rennen
Die ersten sechs des Rennens bekamen 9, 6, 4, 3, 2, 1 Punkte. Es zählten nur die sechs besten Ergebnisse aus zehn Rennen. In der Konstrukteurswertung zählten dabei nur die Punkte des bestplatzierten Fahrers eines Teams.

### Fahrerwertung
| Pos. | Fahrer         | Konstrukteur   | Punkte |
| ---- | -------------- | -------------- | ------ |
| 01   | Graham Hill    | B.R.M.         | 9      |
| 02   | Richie Ginther | B.R.M.         | 6      |
| 03   | Peter Arundell | Lotus-Climax   | 4      |
| 04   | Jim Clark      | Lotus-Climax   | 3      |
| 05   | Joakim Bonnier | Cooper-Climax  | 2      |
| 06   | Mike Hailwood  | Lotus-B.R.M.   | 1      |
| 07   | Bob Anderson   | Brabham-Climax | 0      |
| 08   | Joseph Siffert | Lotus-B.R.M.   | 0      |

| Pos. | Fahrer              | Konstrukteur   | Punkte |
| ---- | ------------------- | -------------- | ------ |
| 09   | Phil Hill           | Cooper-Climax  | 0      |
| 10   | Lorenzo Bandini     | Ferrari        | 0      |
| –    | Dan Gurney          | Brabham-Climax | 0      |
| –    | Maurice Trintignant | B.R.M.         | 0      |
| –    | Jack Brabham        | Brabham-Climax | 0      |
| –    | Bruce McLaren       | Cooper-Climax  | 0      |
| –    | John Surtees        | Ferrari        | 0      |
| –    | Trevor Taylor       | BRP-B.R.M.     | 0      |

### Konstrukteurswertung
| Pos. | Konstrukteur   | Punkte |
| ---- | -------------- | ------ |
| 01   | B.R.M.         | 9      |
| 02   | Lotus-Climax   | 4      |
| 03   | Cooper-Climax  | 2      |
| 04   | Lotus-B.R.M.   | 1      |
| 05   | Brabham-Climax | 0      |
| 06   | Ferrari        | 0      |
| –    | BRP-B.R.M.     | 0      |